# St. Laurentius (Buchhofen)

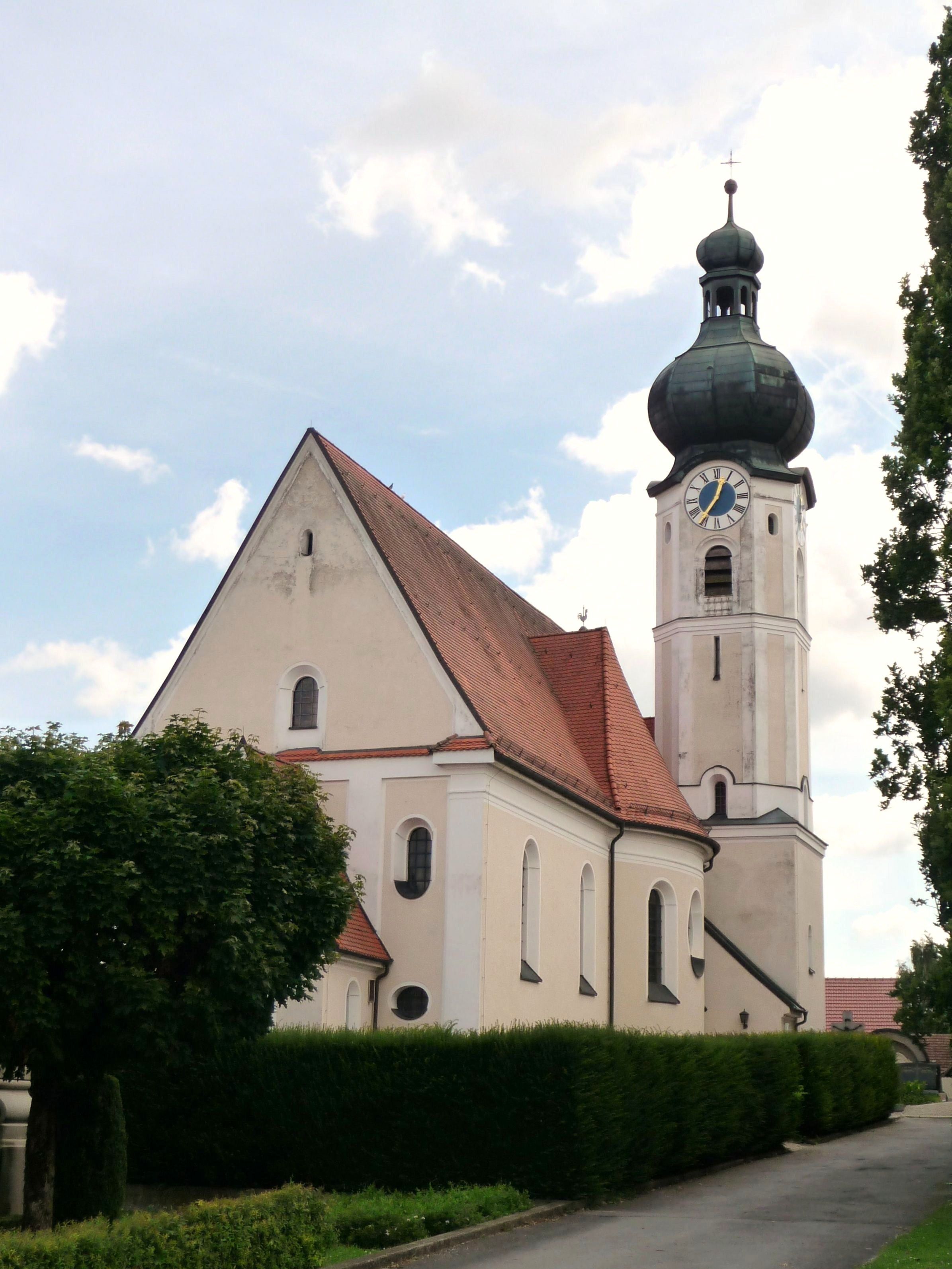
Pfarrkirche St. Laurentius in Buchhofen (2009)

Die denkmalgeschützte römisch-katholische Pfarrkirche St. Laurentius in der niederbayerischen Gemeinde Buchhofen im Landkreis Deggendorf gehört zum Dekanat Osterhofen und seit dem 1. September 2010 dem Pfarrverband Isarhofen im Bistum Passau an. Das Patrozinium des namengebenden Laurentius wird am 10. August, dem Laurentiustag, gefeiert.

## Baulichkeit
Die neubarocke Pfarrkirche St. Laurentius wurde 1908 erbaut. Sie ist eine Saalkirche mit leicht ausschwingenden Querarmen. Sie ist mit einem Satteldach gedeckt. Die Kirche besitzt einen eingezogenen Chor. Im Süden steht der dreistöckige Zwiebelturm mit der Kirchturmuhr.

## Geschichte
Die Gegend um „Poohofa“ (= Buchhofen) wurde 741 durch den Agilolfinger Herzog Odilo dem Kloster Niederaltaich geschenkt. Als erster schriftlicher Nachweis für die Kirche in Buchhofen wird eine Urkunde des Klosters Niederaltaich vom 30. März 1149 angesehen, die in Reims ausgestellt wurde und in der Papst Eugen III. die zum Kloster gehörenden Güter und Kirchen in seinen Schutz stellt. Am 15. April 1239 wiederholte Papst Gregor IX. dies in einem Schutzbrief für das Kloster.
Bei einer Visitation im Jahre 1558 durch das Bistum Passau wurde ein desolater Zustand der Kirche und der Altäre festgestellt (nachdem die khirchen eingefallen, ist mengel an den altaren). Als Pfarrer fungierte ein Johannes Pledl, der die Pfarrei Isarhofen innehatte; zu seiner Lebensführung heißt es, er verrichte seine Stundengebete, lebe mit seiner Köchin im Konkubinat und habe vier Kinder, Helt sich sonst wol (= „an seiner Lebensführung ist sonst nichts zu tadeln“). Die Kirche Buchhofen war damals zur Pfarrei Isarhofen eingepfarrt.
Der Pfarrer von Isarhofen sollte für Buchhofen einen Kaplan halten. Allerdings hielt sich der Pfarrer von Isarhofen nicht daran und so kam es 1675 zu einer Auseinandersetzung, wobei der Abt Adalbert (Mathias) Guggomos von Niederaltaich die Errichtung einer Kaplanstelle befürwortete. In einer Eingabe an das Pfeggericht Osterhofen legte die Filialgemeinde dar, dass die Einkünfte der Kirche von Buchhofen für die Haltung eines Kaplans ausreichen. Da der Pfarrer dies nicht befolgte, wurden ihm die Zehenteinkünfte von Buchhofen gesperrt. Im September 1679 einigten sich die Streitparteien und es wurde ein eigener Kaplan für Buchhofen angestellt. Auch ein „Expositurhäusl“ aus Holz wurde 1682 errichtet, damit der Kaplan vor Ort ansässig werden konnte. 1684 wurde als erster Expositus Sebastian Pürkl „admittiert“. 1849 brannte das Haus abgebrannt, auf Betreiben der Gemeinde wurde er wieder errichtet.
Im 19. Jahrhundert wurde die frühere Kirche zu Buchhofen mehrmals umgebaut, 1835 wurde unter Expositus Anton Blum das Langhaus verlängert, weil es durch die zunehmende Zahl der Gläubigen zu klein geworden war. 1883 wurde der niedrige Kirchturm um einige Meter erhöht, seine Sattelform jedoch beibehalten.
1895 wurde die Expositur Buchhofen zu einer eigenen Pfarrei erhoben. Deswegen beschloss die Kirchenverwaltung 1906, eine neue Kirche zu errichten. Am 24. Februar 1908 fand der letzte Gottesdienst in der alten Kirche statt; mit den Abbrucharbeiten wurde im März begonnen und am 16. Mai wurde der Grundstein gelegt. Den Plan für den Neubau stammte vom Architekten Johann Baptist Schott aus München. Die Bauarbeiten führte die Firma Capellaro aus Passau aus; eine Besonderheit war, dass diese nur italienische Maurer einstellte, was anfangs zu Unstimmigkeiten bei den einheimischen Arbeitern führte. Die Benediktion der neuen Kirche fand am 25. Januar durch Pfarrer Josef Schmidbauer statt. Am 3. Juni 1913 wurde die Kirche durch den Passauer Bischof Sigismund Felix Freiherr von Ow-Felldorf konsekriert.

## Glocken
Bereits in dem 1883 neu errichteten Kirchturm wurden vier Glocken genannt; 1865 wurden zwei umgegossen und die „Marienglocke“ wurde neu installiert. Eine dieser Glocken musste 1917 im Ersten Weltkrieg abgeliefert werden. Sie wurde 1926 durch eine 580 Pfund schwere Glocke ersetzt. Im Zweiten Weltkrieg wurden am 13. Januar 1942 die drei großen Glocken abmontiert, nur das „Sterbeglöckchen“ verblieb in der Kirche. 1950 erhielt die Kirche wieder drei Glocken, gegossen von der Glockengießerei Rudolf Perner zu Passau. Diese sind nun die aus Bronze gegossene Glocke „Maria mit dem Engel“ (805 kg, 1146 ⌀), die „Laurentiusglocke“ (574 kg, 1048 ⌀) und die „Bruder Konrad Glocke“ (343 kg, 859 ⌀), hinzu kommt noch die alte Sterbeglocke. Die Glockenweihe fand am 28. Mai 1950 durch den Domkapitular Martin Breinbauer statt.